# Stephen Spinella
Stephen Spinella (* 11. Oktober 1956 in Neapel, Italien) ist ein US-amerikanischer Schauspieler.

## Leben
Stephen Spinella wuchs in Glendale, Arizona auf. Er studierte Schauspiel an der University of Arizona und besuchte das New York University’s Graduate Acting Program am Tisch School of the Arts. Spinella lebt offen homosexuell.

## Werke

### Bühne
- April 1985:  A Bright Room Called Day – Baz (von Tony Kushner)
- 4. Mai 1993–4. Dezember 1994: Angels in America: Millennium Approaches – Prior Walter/Man in Park
- 23. November 1993–4. Dezember 1994: Angels in America: Perestroika – Prior Walter
- 14. Dezember 1997–30. August 1998: A View from the Bridge – Alfieri
- 3. Dezember 1998–21. März 1999: Electra – Servant to Orestes
- 11. Januar 2000–16. April 2000: James Joyce’s The Dead – Freddy Malins
- 4. Dezember 2002–26. Januar 2003: Unsere kleine Stadt – Simon Stimson
- 10. Dezember 2006–2007: Frühlings Erwachen – erwachsener Mann
- 15. Mai 2009–28. Juni 2009: The Intelligent Homosexual’s Guide to Capitalism and Socialism with a Key to the Scriptures – Pill
- 19. Oktober 2010–7. November 2010: An Iliad – The Poet

## Filmografie (Auswahl)

### Spielfilme
- 1993: … und das Leben geht weiter (And the Band Played On, Fernsehfilm)
- 1995: Virtuosity
- 1996: Der Hochzeitstag (Faithful)
- 1996: Tarantella
- 1997: Der Schakal (The Jackal)
- 1997: David Searching
- 1997: Liebe! Stärke! Mitgefühl! (Love! Valour! Compassion!)
- 1997: Explosion des Schweigens (What the Deaf Man Heard, Fernsehfilm)
- 1998: 4 for the Road (The Unknown Cyclist)
- 1998: Große Erwartungen (Great Expectations)
- 1999: Das schwankende Schiff (Cradle Will Rock)
- 1999: Ravenous – Friss oder stirb (Ravenous)
- 2001: Bubble Boy
- 2004: House of D
- 2004: Connie und Carla (Connie and Carla)
- 2007: And Then Came Love
- 2008: Stone & Ed
- 2008: Milk
- 2010: Rubber
- 2012: Lincoln
- 2012: House of Dust
- 2014: The Normal Heart (Fernsehfilm)
- 2018: Can You Ever Forgive Me?
- 2019: Bad Education

### Fernsehserien
- 2000: Law & Order
- 2001–2002: The Education of Max Bickford (10 Episoden)
- 2002–2005: Alias – Die Agentin (3 Episoden)
- 2002: Ed – Der Bowling-Anwalt (eine Episode)
- 2003: Frasier (eine Episode)
- 2004: Huff – Reif für die Couch (2 Episoden)
- 2005: Will & Grace (eine Episode)
- 2005: Without a Trace – Spurlos verschwunden (eine Episode)
- 2006: Everwood (eine Episode)
- 2006: 24 (10 Episoden)
- 2006: Heroes (eine Episode)
- 2006: Grey’s Anatomy (eine Episode)
- 2007: Nip/Tuck – Schönheit hat ihren Preis (eine Episode)
- 2008–2009: Desperate Housewives (4 Episoden)
- 2009: Big Love (Episode 3x04)
- 2010: The Mentalist (Staffel 2, Episode 19)
- 2012: Made in Jersey (eine Episode)
- 2013–2014: Royal Pains (10 Episoden)
- 2019: Stadtgeschichten (1 Episode)

## Preise und Auszeichnungen (Auswahl)
- 1993: Drama Desk Award (Angels in America: Millennium Approaches) – Prior Walter
- 1994: Tony Award (Angels in America: Perestroika) – Prior Walter